# Podróż apostolska Jana Pawła II do Kazachstanu i Armenii
95. podróż apostolska Jana Pawła II odbyła się w dniach 22–27 września 2001 roku. Papież odwiedził Kazachstan i Armenię.
W Kazachstanie Papież odwiedził wspólnotę katolicką w tym kraju. W Armenii Papież wziął udział w obchodach jubileuszu 1700-lecia chrześcijaństwa (Armenia przyjęła je jako pierwszy kraj na świecie, jeszcze przed starożytnym Rzymem). Podczas pobytu w Armenii Jan Paweł II zamieszkał w siedzibie głowy Katolikosa Wszystkich Ormian Karekina II, zamiast, zgodnie z protokołem dyplomatycznym, w siedzibie nuncjusza apostolskiego, co było symbolicznym wyrazem dialogu z kościołem wschodnim.

## Przebieg pielgrzymki
Przebieg pielgrzymki był następujący:

### 22 września 2001
- powitanie na lotnisku w Astanie przez nuncjusza apostolskiego w Kazachstanie arcybiskupa Mariana Olesia oraz prezydenta Nursułtana Nazarbajewa i przemówienie papieża na lotnisku[6]
- modlitwa pod pomnikiem ku czci ofiar totalitaryzmu w Astanie

### 23 września 2001
- msza na placu Matki Ojczyzny w Astanie[6], w której uczestniczyło ponad 60 000 osób (w tym 8 tysięcy osób polskiego pochodzenia)
- spotkanie w nuncjaturze apostolskiej z hierarchią kościelną Azji Środkowej
- spotkanie z prezydentem Nursułtanem Nazarbajewem w pałacu prezydenckim Ak Orda
- spotkanie z młodzieżą na Uniwersytecie Eurazjatyckim im. Lwa Gumilowa

### 24 września 2001
- msza w katedrze Matki Bożej Nieustającej Pomocy w Astanie[6]
- spotkanie z hierarchią kościelną Azji Środkowej
- spotkanie z przedstawicielami świata kultury, sztuki i nauki Kazachstanu z udziałem prezydenta Nursułtana Nazarbajewa oraz kazachskiego pisarza Abisza Kiegielbajewa w Pałacu Kongresów w Astanie

### 25 września 2001
- msza prywatna w nuncjaturze apostolskiej
- pożegnanie na lotnisku w Astanie z przemówieniem papieża[6]
- powitanie na lotnisku w Erywaniu przez nuncjusza apostolskiego w Armenii, Gruzji i Azerbejdżanie arcybiskupa Petera Zurbriggena, prezydenta Roberta Koczariana oraz Katolikosa Wszystkich Ormian Karekina II.
- modlitwa w katedrze Ormiańskiego Kościoła Apostolskiego z katolikosem Karekinem II w Wagharszapacie
- oficjalne spotkanie z katolikosem Karekinem II w wielkim salonie pałacu apostolskiego katolikosa w Wagharszapacie

### 26 września 2001
- msza w kaplicy pałacu apostolskiego katolikosa w Wagharszapacie
- spotkanie z prezydentem Robertem Koczarianem w pałacu prezydenckim w Erywaniu
- modlitwa pod pomnikiem ofiar masakry narodu ormiańskiego Cicernakaberd[6] w Erywaniu
- spotkanie z Karekinem II oraz z arcybiskupami i biskupami Apostolskiego Kościoła Ormiańskiego w Wagharszapacie
- msza ekumeniczna w katedrze św. Grzegorza Oświeciciela w Erywaniu

### 27 września 2001
- msza na ołtarzu papieskim na terenie siedziby katolikosa Karekina II z udziałem 10.000 wiernych w Wagharszapacie
- wizyta w Centrum Ormiańskich Katolików Kanaker w Erywaniu
- spotkanie biskupami i kapłanami rzymskokatolickimi pracującymi w Armenii i na Zakaukaziu pałacu apostolskim katolikosa w Wagharszapacie
- spotkanie z Karekinem II w katedrze Ormiańskiego Kościoła Apostolskiego w Wagharszapacie
- podpisanie Wspólnej Deklaracji z Karekinem II na temat sytuacji międzynarodowej w Wagharszapacie
- wizyta w klasztorze Chor Wirap w Lusart
- pożegnanie na lotnisku w Erywaniu z przemówieniem papieża[6]